# Präsidentschafts- und Parlamentswahlen in Argentinien 2023

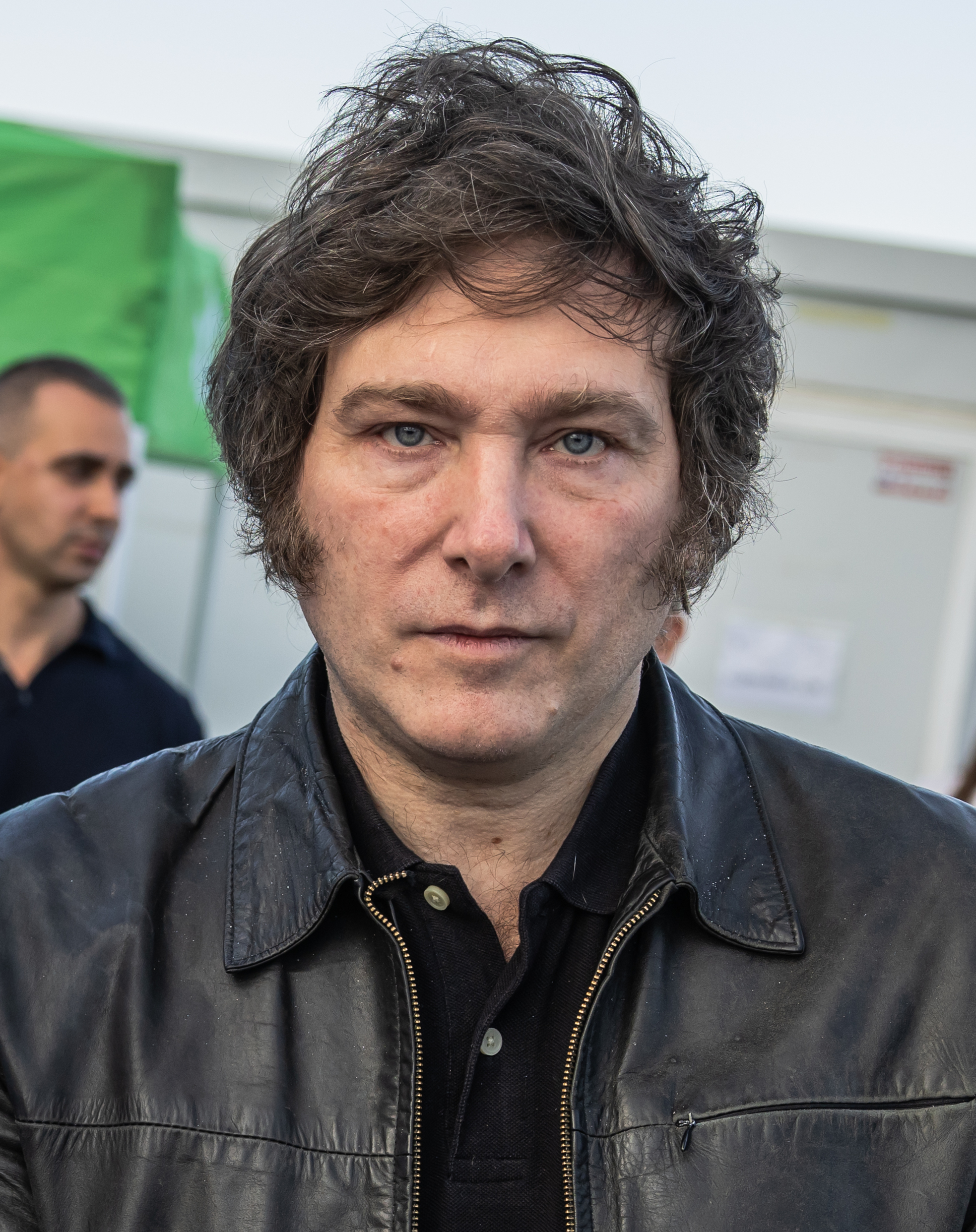
Javier Milei, Gewinner der Präsidentschaftswahl

Die Präsidentschafts- und Parlamentswahlen in Argentinien fanden am 22. Oktober 2023 statt. Gewählt wurden Präsident und Vizepräsident von Argentinien (Präsidentschaftswahl) sowie 130 der 257 Abgeordneten im Argentinischen Unterhaus (Cámara de Diputados) und 24 der 72 Senatoren (Senado) (Parlamentswahlen). Da kein Präsidentschaftskandidat die für einen Sieg in der ersten Runde erforderliche Mehrheit erreichte, gab es am 19. November 2023 eine Stichwahl. Diese gewann Javier Milei.

## Hintergrund
Bei den vorangegangenen Präsidentschaftswahlen 2019 hatte sich der Peronist Alberto Fernández mit seiner Vizepräsidentin Cristina Fernández de Kirchner durchgesetzt. Sie waren für das Bündnis Frente de Todos angetreten. Innenpolitisch, vor allem wirtschaftspolitisch, stand die Regierung vor den Wahlen unter Druck, da das Land mit den wirtschaftlichen Folgen der COVID-19-Pandemie und einer hohen Inflation von 94,8 % im Jahr 2022 zu kämpfen hatte. Bereits bei den Zwischenwahlen 2021 war der Frente de Todos einer der großen Verlierer.
Gemäß Verfassung konnte Fernández für eine weitere Amtszeit kandidieren, Kirchner war durch Gerichtsurteil nicht für ein öffentliches Amt wählbar. Im April 2023 erklärte Alberto Fernández, er werde nicht erneut kandidieren.

## Wahlmodus
Am 13. August 2023 fanden die Vorwahlen (der sogenannten PASO: elecciones primarias, abiertas, simultáneas y obligatorias = offene, gleichzeitige, verpflichtende Vorwahlen) statt. Es traten alle Wahlformeln bestehend aus Präsidentschafts- und Vizepräsidentschaftskandidat in parteiinternen Vorwahlen an. Dabei waren jedoch auch Wähler ohne Parteizugehörigkeit zur Stimmabgabe aufgefordert. Für die Wahlen am 22. Oktober qualifizierten sich die Wahlformeln, die sich im parteiinternen Vergleich durchsetzen, sofern sie mindestens 1,5 % der Stimmen erhielten.
Um sich bei den entscheidenden Präsidentschaftswahlen am 22. Oktober 2023 durchzusetzen, benötigt der Sieger eine relative Mehrheit von 45 % der Stimmen oder eine relative Mehrheit von 40 % der Stimmen, wenn der zweitplatzierte Kandidat mindestens zehn Prozentpunkte weniger erhält. Erreicht kein Kandidat im ersten Durchgang das notwendige Quorum, folgt eine Stichwahl am 19. November 2023 zwischen den beiden Erstplatzierten.
Es besteht eine Wahlpflicht für in Argentinien gemeldete Wähler zwischen 18 und 70 Jahren. Für ältere Personen, Wähler zwischen 16 und 18 Jahren sowie Wähler, die mehr als 500 km vom Wahlort entfernt leben, gilt diese nicht.
Die Amtszeit des zu wählenden Präsidenten läuft vom 10. Dezember 2023 bis zum 10. Dezember 2027.

## Vorwahlen (PASO)
Am 13. August 2023 fanden die Vorwahlen statt. Die folgenden Kandidaten wurden von den Parteien und Allianzen aufgestellt und wurden von der Justiz am 8. August anerkannt:

### Kandidaturen
- Unión por la Patria (Peronismus und Alliierte, ehemals Frente de Todos, u. a. Partido Justicialista)
  - Sergio Massa – Agustín Rossi
  - Juan Grabois – Paula Abal Medina
- Juntos por el Cambio (Mitte-Rechts-Allianz, u. a. Unión Cívica Radical, Propuesta Republicana)
  - Patricia Bullrich – Luis Petri
  - Horacio Rodríguez Larreta – Gerardo Morales
- La Libertad Avanza (rechtsliberal/libertäres Bündnis, u. a. Partido Libertario)
  - Javier Milei – Victoria Villarruel
- Frente de Izquierda y de Trabajadores - Unidad (Bündnis trotzkistischer Linksparteien. u. a. Partido Obrero)
  - Myriam Bregman – Nicolás del Caño
  - Gabriel Solano – Vilma Ripoll
- Hacemos por Nuestro País (sog. Peronismo Federal, einige PJ-Provinzverbände und -Abspaltungen)
  - Juan Schiaretti – Florencio Randazzo
- Nuevo MAS (trotzkistisch)
  - Manuela Castañeira – Lucas Ruiz
- Movimiento Libres del Sur (sozialdemokratisch-linksnationalistisch)
  - Jesús Escobar – Marianella Lezama Hid
- Política Obrera (Abspaltung Partido Obrero, trotzkistisch)
  - Marcelo Ramal – Patricia Urones
- Principios y Valores (PJ-Abspaltung)
  - Guillermo Moreno – Leonardo Fabre
  - Eliodoro Martínez – Vicente Souro
  - Paula Arias – Walter Vera
  - Jorge Oliver – Ezequiel San Martín
  - Carina Bartolini – Mabel Gómez
- Frente Patriota Federal (nationalistisch, rechtsextrem)
  - César Biondini – Mariel Aveldaño
- Frente Liber.Ar (libertär, u. a. Unite por la Libertad y la Dignidad)
  - Nazareno Etchepare – Fernando Lorenzo
  - Julio Bárbaro – Ramona Pucheta
  - Ramiro Vasena – Victor Lagonegro
- Movimiento Izquierda Juventud Dignidad (Piquetero-Bewegung)
  - Raúl Castells – Adriana Reinoso
  - Santiago Cúneo – Gustavo Barranco
- Proyecto Jóven (u. a. Partido Humanista)
  - Mempo Giardinelli – Bárbara Solernou
  - Martín Ortiz – Hugo Rodríguez
  - Reina Ibáñez – Gonzalo Ibarra
- Movimiento de Acción Vecinal
  - Raúl Albarracín – Sergio Pastore
- Unión del Centro Democrático (liberal)
  - Andrés Passamonti – Pamela Fernández

### Ergebnisse der Vorwahlen (PASO)
Fünf Wahlformeln erreichten bei den Vorwahlen die notwendigen Stimmenanteile (1,5 % der Gesamtstimmen sowie die Mehrzahl der Stimmen in der eigenen Koalition), um bei den Präsidentschaftswahlen im Oktober anzutreten:
| Wahlbündnis              | Kandidaten            | Ergebnisse der Kandidaten | Ergebnis des Wahlbündnisses |
| ------------------------ | --------------------- | ------------------------- | --------------------------- |
| La Libertad Avanza       | Milei / Villarruel    | 29,9 %                    | 29,9 %                      |
| Juntos por el Cambio     | Bullrich / Petri      | 16,8 %                    | 28,0 %                      |
| Juntos por el Cambio     | Larreta / Morales     | 11,2 %                    | 28,0 %                      |
| Unión por la Patria      | Massa / Rossi         | 21,4 %                    | 27,3 %                      |
| Unión por la Patria      | Grabois / Medina      | 5,9 %                     | 27,3 %                      |
| Hacemos por Nuestro País | Schiaretti / Randazzo | 3,7 %                     | 3,7 %                       |
| Unidad                   | Bregman / Del Caño    | 1,8 %                     | 2,6 %                       |
| Unidad                   | Solano / Ripoll       | 0,8 %                     | 2,6 %                       |
| Sonstige                 |                       |                           | 8,5 %                       |

Das gute Ergebnis Mileis war in Umfragen nicht erwartet worden und wurde weithin in Medien als „Überraschung“ oder auch „Tsunami“ bezeichnet.

## Präsidentschaftswahlen

### Umfragen vor der Präsidentschaftswahl
Circa eine Woche vor der Präsidentschaftswahl am 22. Oktober lieferten Meinungsforschungsinstitute Umfrageergebnisse, nach denen mehrheitlich ein Kopf-an-Kopf-Rennen zwischen Javier Milei (La Libertad Avanza) und Sergio Massa (Unión por la Patria) erwartet wurde. In den meisten Umfragen lag Milei vorne mit zwischen 25 % und 35 %, vor Massa (zwischen 26 % und 32 %). Bullrich rangierte in den Umfragen auf Rang drei mit Umfrageergebnissen zwischen 22 % und 29 %. Demnach würde es zu einer Stichwahl zwischen Milei und Massa kommen.

### Erster Wahlgang
Am 22. Oktober 2023 fand der erste Wahlgang statt. Nach Auszählung von 98,51 % der abgegebenen Stimmen ergab sich das folgende Ergebnis:
| Wahlformel            | Wahlformel                    | Partei bzw. Wahlbündnis  | Stimmen   | %       |
| Präsident/Präsidentin | Vizepräsident/Vizepräsidentin | Partei bzw. Wahlbündnis  | Stimmen   | %       |
| --------------------- | ----------------------------- | ------------------------ | --------- | ------- |
| Sergio Massa          | Agustín Rossi                 | Unión por la Patria      | 9.645.983 | 36,68 % |
| Javier Milei          | Victoria Villarruel           | La Libertad Avanza       | 7.884.336 | 29,98 % |
| Patricia Bullrich     | Luis Petri                    | Juntos por el Cambio     | 6.267.152 | 23,83 % |
| Juan Schiaretti       | Florencio Randazzo            | Hacemos por nuestro País | 1.784,385 | 6,78 %  |
| Myriam Bregman        | Nicolás del Caño              | FIT Unidad               | 709.932   | 2,70 %  |

## Zweiter Wahlgang
Im Vorfeld des zweiten Wahlgangs trafen sich Milei und der ehemalige Präsident Mauricio Macri von der Wahlallianz Juntos por el Cambio mit weiteren Vertrauten, unter anderem Patricia Bullrich. Sie vereinbarten die Unterstützung für den zweiten Wahlgang im Gegenzug zu Ministerposten für den Fall eines Wahlsieges. Diese Vereinbarung führte gleichzeitig zu Spannungen innerhalb der Allianz Juntos por el Cambio, die nicht geschlossen Javier Milei unterstützen wollte.
Bei einem prognostizierten Kopf-an-Kopf-Rennen zwischen Massa und Milei gewann letzterer unerwartet deutlich mit über 55 % der Stimmen.
| Wahlformel            | Wahlformel                    | Partei bzw. Wahlbündnis | Stimmen    | %      |
| Präsident/Präsidentin | Vizepräsident/Vizepräsidentin | Partei bzw. Wahlbündnis | Stimmen    | %      |
| --------------------- | ----------------------------- | ----------------------- | ---------- | ------ |
| Javier Milei          | Victoria Villarruel           | La Libertad Avanza      | 14.475.600 | 55,7 % |
| Sergio Massa          | Agustín Rossi                 | Unión por la Patria     | 11.515.411 | 44,3 % |

## Parlamentswahlen

### Wahlen zur Cámara de Diputados
Am 22. Oktober wurden 130 der 257 Abgeordneten im Argentinischen Unterhaus (Cámara de Diputados) gewählt. Die Wahlen fanden in allen Provinzen statt. Wahlergebnis:
| Wahlbündnis              | in dieser Wahl gewonnene Sitze | Sitze gesamt (inkl. der 2023 nicht neu gewählten) | Veränderung |
| ------------------------ | ------------------------------ | ------------------------------------------------- | ----------- |
| Unión por la Patria      | 58                             | 102                                               | −18         |
| La Libertad Avanza       | 35                             | 38                                                | +35         |
| Juntos por el Cambio     | 31                             | 93                                                | −24         |
| Hacemos por nuestro País | 4                              | 7                                                 | +1          |
| Frente de Izquierda      | 1                              | 5                                                 | +1          |
| Sonstige                 | 1                              | 12                                                | +5          |

Im neuen Abgeordnetenhaus hat Unión por la Patria damit zuzüglich der in dieser Wahl nicht neu gewählten Abgeordneten eine relative Mehrheit von 109 Sitzen haben. Die ab 10. Dezember 2023 regierende La Libertad Avanza hat 38 Sitze und kooperiert zumindest partiell mit Juntos por el Cambio. Die absolute Mehrheit liegt bei 129 Sitzen.

### Wahlen zum Senado
Am 22. Oktober wurden 24 der 72 Senatoren gewählt. Die Wahlen fanden in den folgenden acht Provinzen statt: Provinz Buenos Aires, Provinz Formosa, Provinz Jujuy, Provinz La Rioja, Provinz Misiones, Provinz San Juan, Provinz San Luis, Provinz Santa Cruz. Jede Provinz entsendet 3 Senatoren, wobei die siegreiche Partei zwei Sitze und die zweitplatzierte Partei einen Sitz erhält. Wahlergebnis:
| Wahlbündnis          | in dieser Wahl gewonnene Sitze | Sitze gesamt (inkl. der 2023 nicht neu gewählten) | Veränderung |
| -------------------- | ------------------------------ | ------------------------------------------------- | ----------- |
| Unión por la Patria  | 12                             | 34                                                | +0          |
| La Libertad Avanza   | 8                              | 8                                                 | +8          |
| Juntos por el Cambio | 2                              | 24                                                | −10         |
| Sonstige             | 2                              | 6                                                 | +2          |

Im neuen Senat hat Unión por la Patria damit zuzüglich der in dieser Wahl nicht neu gewählten Senatoren eine relative Mehrheit von 32 Sitzen. Die seit dem 10. Dezember 2023 regierende La Libertad Avanza hat 8 Senatoren. Sie wird zumindest partiell mit Juntos por el Cambio kooperieren. Die absolute Mehrheit liegt bei 37 Sitzen.